# Enok (namn)

Enok Hedberg, 1920.

Enok är ett mansnamn. Namnet kommer från två personer i Bibeln som levde före syndafloden Kains son Enok och profeten Enok som var farfars far till Noa.
I äldre tiders almanackor (före 1901) hade Enok namnsdag den 3 januari. Den 27 april 1986 återinfördes det men utgick återigen 2001. I den finlandssvenska namnsdagslängden hade Enok namnsdag 3 januari 1929–1949.
Antal personer i Sverige med namnet Enok var år 2009 cirka 435, varav 72 använde det som tilltalsnamn.